# Molophilus takaoensis
Molophilus takaoensis är en tvåvingeart som beskrevs av Alexander 1933. Molophilus takaoensis ingår i släktet Molophilus och familjen småharkrankar. Inga underarter finns listade i Catalogue of Life.